# Тридекан
Тридека́н (н-тридекан) — органическое соединение класса алканов.

## Физические свойства
При нормальных условиях вещество представляет собой бесцветную легковоспламеняющуюся жидкость, плотностью 0,7568 г/мл, нерастворимую в воде, но хорошо растворимую в неполярных растворителях.

## Применение
Тридекан содержится в нефтепродуктах, и как один из компонентов входит в состав дизельных топлив.

## Изомеры
Теоретически возможно 802 структурных изомера с таким числом атомов.